# Benjamin Robbins Curtis
Benjamin Robbins Curtis, född den 4 november 1809 i Watertown, Massachusetts, död den 15 september 1874 i Washington, D.C., var en nordamerikansk jurist. 
Curtis blev 1832 praktiserande advokat och utnämndes 1851 till domare i Förenta staternas högsta domstol. Som sådan blev han berömd genom sitt avvikande votum vid domen över Dred Scott, varvid han skarpt kritiserade domstolens förklaring "att en person av afrikansk härkomst inte kan vara medborgare i Förenta staterna". Curtis var 1868 en av presidenten Andrew Johnsons försvarare, då representanthuset försatt denne i anklagelsetillstånd inför senaten. Han utgav i 22 band Decisions of the Supreme Court of the United States. Memoir and writings of Benjamin Robbins Curtis utgavs av hans son med en av brodern George Ticknor Curtis författad levnadsteckning (2 band, 1880).